# Анастасьєв Олександр Констатинович
Олександр Костянтинович Анастасьєв (23 травня 1837, Єлисаветград — 15 серпня 1900) — російський державний діяч, Пермський і Чернігівський губернатор, член Державної Ради.

## Біографія
Народився 1837 року в Єлисаветграді, походив із дворян Херсонської губернії. Батько генерал-майор Костянтин Миколайович Анастасьєв (1792—1879), мати — Марія Павлівна Мавроміхалі (1809—1869), онука Стефана Мавроміхалі, керівника антитурецького повстання в Мореї. Сучасники вважали Анастасьєва незаконним сином генерала Ф. Трепова, завдяки якому він зробив блискучу кар'єру, хоч і був «викритий у сріблолюбстві та перелюбі» на самому початку своєї служби.
У службу вступив 3 червня 1854 року у Мінський піхотний полк. У грудні того ж року за активність у Кримській війні зроблений прапорщиком. За відзнаку та мужність надану при обороні Севастополя під час бомбардування 25 червня 1855 нагороджений орденом Святої Анни 4-го ступеня, з написом за хоробрість, а 22 вересня того ж року нагороджений орденом святого Станіслава 3-го ступеня з мечами. 4 травня 1866 року зарахований до управління генерал-поліцмейстера в Царстві Польському чиновником особливих доручень 6-го класу та наступного року нагороджений орденом Святого Станіслава 2-го ступеня з мечами. У цьому ж році призначений Щучинським повітовим начальником, брав активну участь у покращенні матеріального побуту училищ Щучинського округу.
4 березня 1877 призначений Плоцьким віце-губернатором, а з 3 вересня того ж року був так само головою плоцького тимчасового статистичного комітету, 19 травня 1881 призначений Тамбовським віце-губернатором, а 6 серпня 1882 Пермським губернатором. Анастасьєв виступав за проведення земських реформ, метою яких було посилення урядового контролю за діяльністю земських органів управління. Його ініціатива була відзначена імператором, який написав на одному зі звітів пермського губернатора: «Надто рано введено було земство в Пермській губернії». Сприяв якнайшвидшому завершенню будівництва залізниці до Сибіру, від Єкатеринбурга до Тюмені. На посаді губернатора Анастасьєв був категоричним до виникнення різних політичних організацій, діяльність яких мала антидержавний характер. Прибічник сильної виконавчої, ідеї якої рішуче проводив у життя, не зупиняючись перед необхідністю і тілесних покарань.
Перешкоджаючи діяльності організацій політичного спрямування, губернатор заохочував товариства, що діяли у сфері економічної взаємодопомоги та благодійності. Під час його управління виникли єврейське благодійне товариство, товариство допомоги семінаристам та взаємне допомога прикажчиків. Пермі. Сам Анастасьєв виступив ініціатором створення за губернського правління ощадно-позичкової каси. Багато губернатор та його дружина зробили для облаштування навчальних закладів, зокрема, у роки його правління було збудовано нову будівлю Маріїнської жіночої гімназії. Завдяки побажанням губернатора біля оперного театру у м. Пермі було розбито сквер, на пустельних вулицях міста посаджено дерева. Губернатор приділяв велику увагу благоустрою губернського міста Пермі.
У 1884 році брав участь у комісії під головуванням статс-секретаря Коханова, з перетворення місцевого управління в Імперії. 11 квітня 1885 призначений Чернігівським губернатором. Свої зусилля новий керуючий витрачав на благоустрій Чернігова, збереження його унікальних храмів, створення чудового хорового колективу, який виступав у Вознесенському храмі поблизу будинку губернатора. Цей храм, на жаль, втрачено. Соборний хор звався губернаторським. Анастасьєва обрали церковним старостою Спаського собору у Чернігові. 1889 року храму загрожувала руйнація. Щоб запобігти цьому, губернатор звернувся до чернігівців із проханням зібрати гроші для ремонту Спаської та Борисоглібської церков, відновлення фресок, іконостасів. Звернення Анастасьєва було складено у вигляді історичної довідки, що викликало у громадян почуття гордості за історію свого міста, за тих, хто спорудив ці архітектурні твори. 27 грудня 1889 року Чернігівський єпископ Веніамін висловив велику подяку начальнику губернії Анастасьєву «за таку ревну істинно-християнську дбайливість у пишноті одного з найдавніших храмів граду Чернігова». А за чотири роки до цих подій, 1885 року, з ініціативи губернатора влаштовано сквер на гімназійній площі. Тут 1900 року до столітнього ювілею О. Пушкіна було встановлено погруддя поета.
У 1891 році його підвищили до таємних радників. Анастасієв покинув Чернігова 22 липня 1892 року, коли його призначили членом Державної ради. Залишившись у Петербурзі, він продовжував впливати на справи в провінції Чернігів через провінційного предводителя дворянства графа Г. Милорадовича, з дружиною якого був у зв'язку. З 1 січня 1893 року він був присутній у Департаменті державної економіки, а з 1 січня 1894 року в Департаменті законів з 1900 року — у Департаменті цивільних та духовних справ. Адміністративна діяльність характеризується записом у щоденнику А. Богдановича від 20 лютого 1893 року:
|  | Вчора Анастасьєв справив неприємне враження на нас своєю історією, як він був під час бунту холери: 200 людей були покарані різками... кожному дісталася сотня різок, навіть солдати, які не страждали від слабких нервів, і не могли винести це обурливе видовище. Анастасьєв розповів усе це з помітним задоволенням. Я думаю, не дай Боже Росії такого міністра, як Анастасьєв. За словами голови Чернігівської губернської земської управи В. М. Хижчякова, яодного разу він (Афанасьєв) увійшов до своєї зали, де сиділи кілька дам, які приїхали в гості щоб навідати його хвору дружину. Він розпочав розмову про те, наскільки погана зараз прислуга. Дружина прокурора обурювалася зухвалістю та різними провинами її кухарки. Коли прокуророва повернулася додому, то застала кухарку в істериці. Виявилося, що Афанасьєв, прослухавши поради прокурорової і бажаючи зробити люб’язність дамі, негайно наказав телефоном, щоб її кухарку випороли, що з великим натхненням було виконано з великим завзяттям. |

Помер від розриву серця у маєтку графа Милорадовича Любечі Чернігівської губернії. Похований там же на цвинтарі Покровської церкви.

## Сім'я
Дружина — Тетяна Данилівна Шкляревич (1843-18.03.1890), дочка полтавського поміщика, сестра П. Шкларевича. Займалася благодійною діяльністю, була опікункою дитячого притулку та головою Чернігівського благодійного товариства. Завдяки її старанням у дитячому притулку відбулася реорганізація внутрішнього порядку, підвищився матеріальний стан, було відремонтовано приміщення та храм на честь св. Марії Магдалини. Благодійне товариство, кероване Анастасьєвою, надало допомогу понад 100 бідним. Серед них 50 дітей та 20 старих та жінок, понад 30 бідних щомісяця отримували грошову допомогу. Про Тетяну Данилівну писали так: «Вона, не маючи сили переходити з однієї кімнати в іншу, забувала свої страждання, щоб думати в стражданнях інших і вишукувати засоби до полегшення долі останніх, на що здатні мало хто». Померла від сухот, відспівували її в чернігівській Вознесенській церкві. Похована в маєтку Каргівка Кам'янця-Подільського повіту. Діти:
- Ксенія (22.06.1863—31.12.1952; Одеса), одружена з генералом Дмитром Петровичем Казнаковим (пом. 1892), у другому шлюбі за Платоном Михайловичем Якубовим.
- Тетяна (25.09.1865—1924), одружена з Іллею Едуардовичем Ліснером (1862— ?).